# Zeravec východní

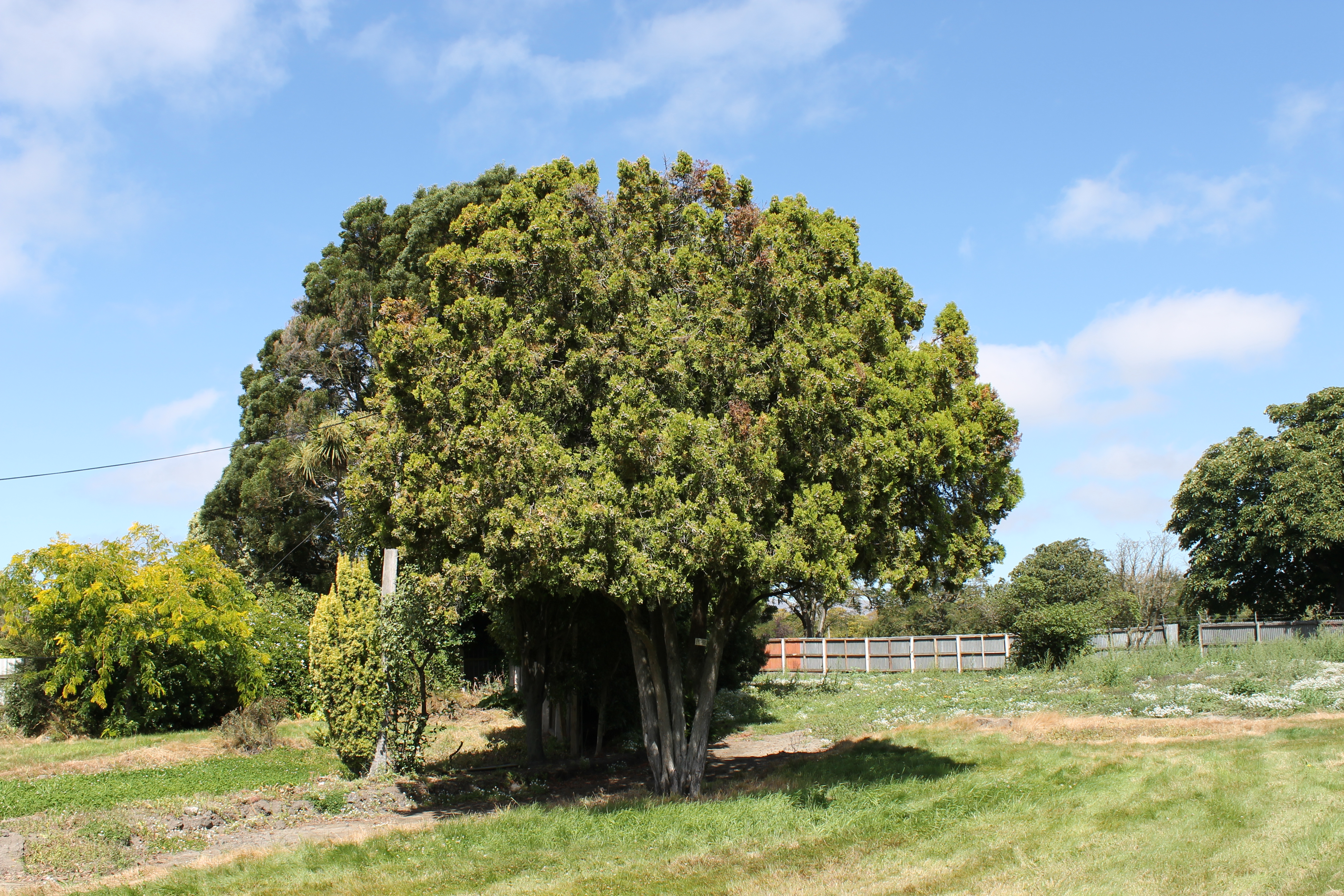
Keř pěstovaný jako strom

Zeravec východní (Platycladus orientalis) je vždyzelený jehličnatý strom nebo keř pocházející se severovýchodu Číny a příhraničních oblastí, jediný druh rodu zeravec. Původně ho Carl Linné pro podobu se zeravem západním popsal jako zerav východní (Thuja orientalis), později se zjistila jeho odlišnost a dostal jméno Biota orientalis. S ohledem na princip priority je ale rodové jméno Biota neplatné a je nyní zařazen do monotypického rodu Platycladus.

## Rozšíření
Přesný původní areál lze nyní jen stěží definovat, někdy jsou do něj zahrnovány také Korejský poloostrov a ruský Dálný východ. Dlouhodobě byl poměrně často vysazován také v Japonsku i na Tchaj-wanu, větší druhotné populace jsou i v hornatých oblastech Indie, Tádžikistánu, Kyrgyzstánu i v okolí Elbrusu na Kavkaze. Byl oblíbeným stromem taoismu, konfucianismu a při buddhistických obřadech bývají u svatyní a chrámů prodávány jeho čerstvé větve z mladých stromů a keřů rostoucích obvykle na blízkých, jinak zcela odlesněných svazích. Je vidět jen málo spontánně vyrostlých jedinců, u většiny je patrná umělá výsadba; některé sice vyrostly samovolně, ale pocházejí z vysázených rodičů. Vzrostlé stromy v přirozených lesích jsou poměrně vzácné. Mezinárodním svazem ochrany přírody (IUCN) je považován za téměř ohrožený (NT) druh.
Jako nová, exotická dřevina se zeravec východní dostal do Evropy již roku 1737. Na území dnešní České republiky byl vysázen roku 1809, v průběhu 20. a 21. století se zde na několika místech spontánně rozšířil i do volné přírody, převážně na skalních stanovištích v teplejších oblastech.

## Ekologie
Poměr teplomilný druh rostoucí i na velmi chudé půdě, který nepožaduje příliš vláhy. Dobře roste v alkalických zeminách, které jiných rostlinám nevyhovují, salinitu však moc netoleruje. Je to rostlina pocházející z přechodu lesa do stepí a často roste společně s břízami, duby a borovicemi. Snese plné slunce, dobře se mu daří i v polostínu. U některých stromů rostoucích v Číně se uvádí stáři okolo 1000 let. Nejmohutnější strom je znám z Tádžikistánu, je 35 m vysoký a má výčetní tloušťku kmene 1,4 m.
Vyskytuje se hodně na strmých, kamenitých a vyprahlých, případně i nestabilních svazích. V současnosti je dost používán k zalesňování v severovýchodní a střední Číně a hodně sázen i ve Střední Asii. Roste v nadmořské výšce od 300 do 3000 m. Mladí jedinci ve středoevropských podmínkách někdy namrzají.

## Popis
Zeravec východní vyrůstá jako strom obvykle do výšky 12 až 15 m, nejmohutnější exempláře jsou vysoké až 30 m a mají průměr kmene okolo 1 m. Často však roste jako hustý, jen několik metrů vysoký keř. Kmen stromu bývá nerovný a má červenohnědou kůru odlupující se v tenkých proužcích. Koruna je zprvu kuželovitá a s věkem se stává okrouhlá až nepravidelně rostlá, štíhlé větve se často lámou pod tíhou mokrého sněhu. Drobné šupinovité listy jsou asi 2 mm dlouhé a 1 mm široké, ploché, jsou kýlnaté a nemají nápadné stomatální pruhy. Rostou přitlačené ve čtyřech řadách, postranní listy překrývají středové, při rozdrcení nepříjemně zapáchají.
Samčí šištice jsou vejčité, žlutozelené, asi 3 mm velké a mívají okolo deseti mikrosporofylů a z nich každý má přibližně pět mikrosporangií. Samičí šištice rostou jednotlivě na koncích větviček, jsou obvejčité, v mládí modravě zelené, asi 3 mm velké, dvě plodné šupiny mají po dvou vajíčkách a dvě po jednom. Dozrávají v prvém roce, jsou dřevnaté, červenohnědé a téměř 2 cm velké. Bezkřídlá semena jsou hnědá nebo šedá, 6 mm velká.
K opylení větrem dochází v březnu a dubnu, zralá semena ze šišek vypadávají v říjnu. Dobře klíčí ze stratifikovaných semen vysetých počátkem roku. Snadno se množí také z polovyzrálých řízků nasázených v polovině léta do vzdušné, vlhké zeminy.

## Význam
Má obvykle tendenci vyrůstat jako kompaktní, až do stáří od země hustý keř. Vytvářejí se z něj nevysoké větrolamy chránící půdu před erozí nebo cesty před závějemi. Je paradoxní, že zeravec východní (anglicky: Oriental arborvitae (východní strom života)) je tradičně vysazován na hřbitovech po celém jihovýchodě Spojených států. Z keře lze vypěstovat stromovitý tvar, v mládí se odstraní všechny větve až na jednu, která se nechá růst jako budoucí kmen nevysokého stromu.
V mnoha zemích je v sadovnictví dost využíván, bývá vysazován jako ozdobná dřevina. Přirozené semenáče nebývají nikterak vzhledné a proto se pěstuje řada vyšlechtěných kultivarů. Vysazují se většinou líbivé odrůdy, např. 'Elegantissima' je kuželovitý keř 4,5 m vysoký a jeho listy jsou na jaře žlutozelené, v létě zlatožluté a na podzim bronzové, 'Aureovariegata' s listy trvale žlutými nebo nažloutlá 'Aurea nana' vyrůstající do výšky nejvíce 1,5 m.
Dřevo zeravce východního je vonné, měkké a houževnaté, ale technicky je spoře využitelné, dřeviny vytvářejí jen málo vhodných kmenů. U citlivých jedinců může kontakt pokožky s čerstvě pomačkanými listy vyvolat dermatitidu.

## Galerie

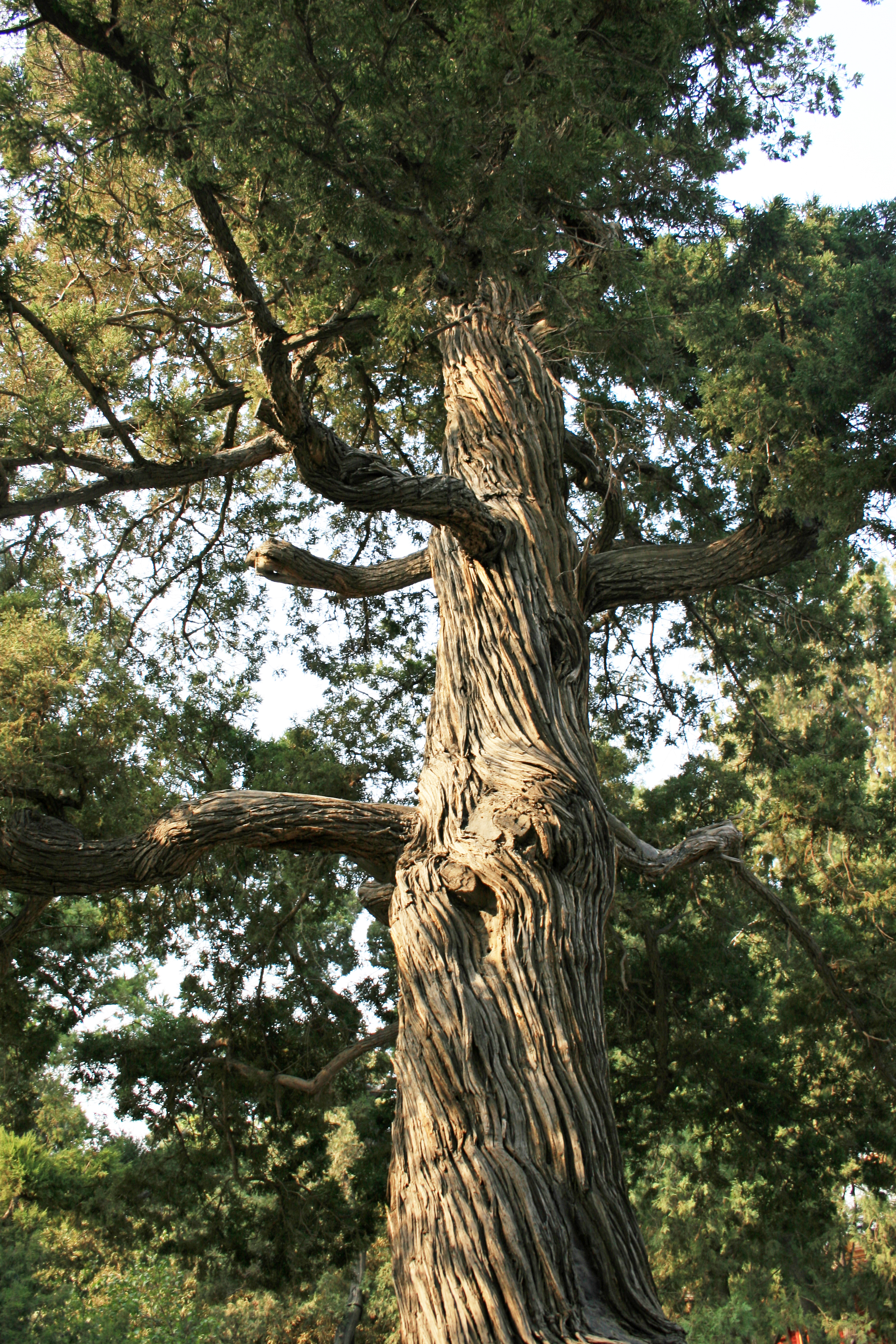
Kmen stromu
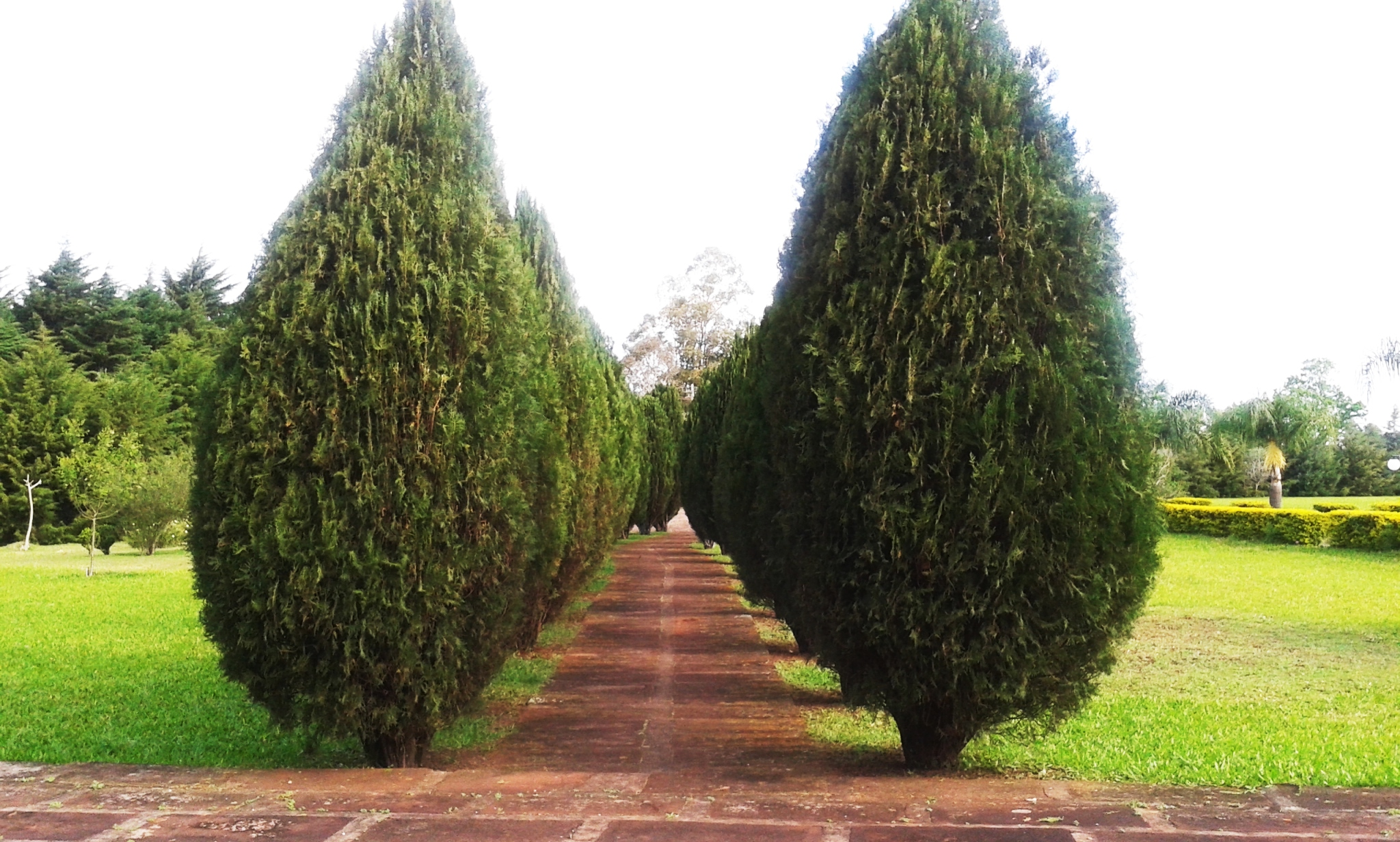
Parková výsadba
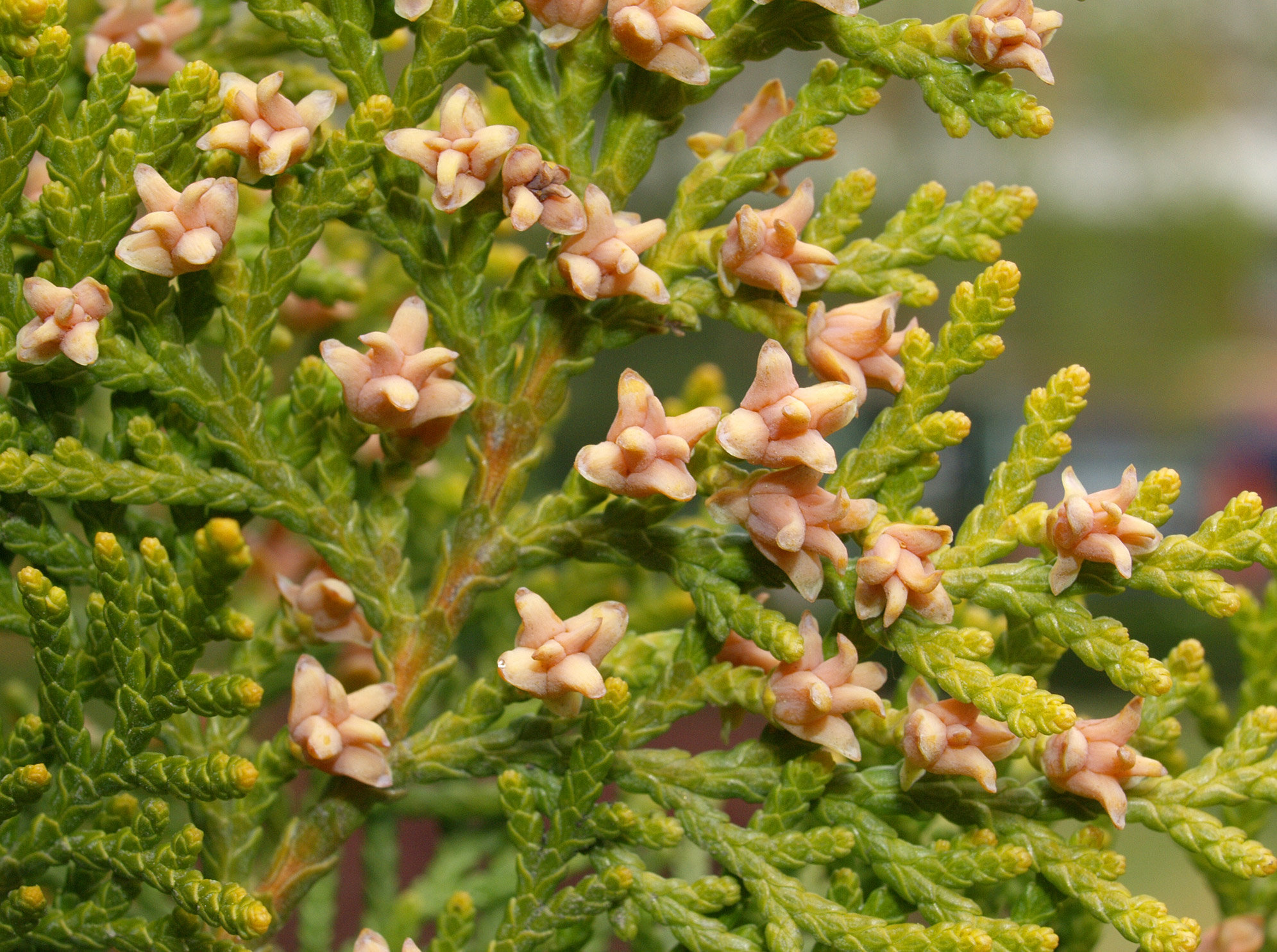
Dozrávající šištice
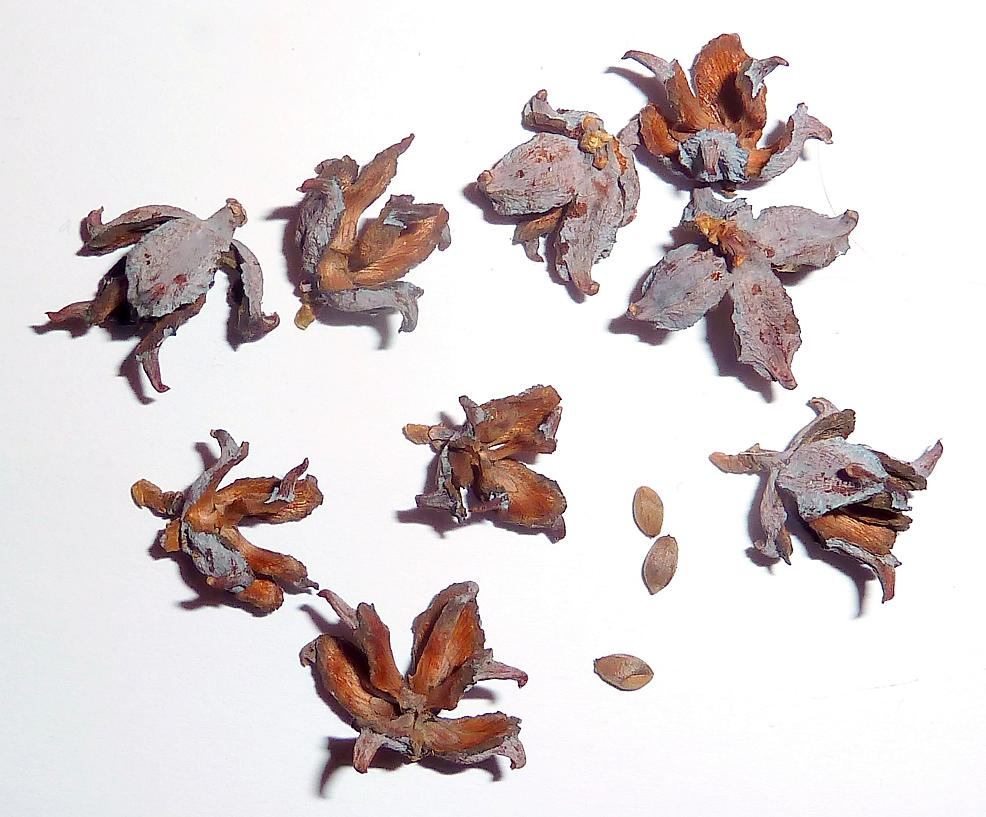
Otevřené šišky a semena